# Emil Feiler
Emil Ludwig Feiler (* 22. Februar 1889 in Stuttgart; † nach 1918) war ein deutscher Fußballspieler.

## Karriere

### FC Stuttgarter Kickers
Feiler bestritt als Stürmer des FC Stuttgarter Kickers zunächst von 1906 bis 1908 in dem vom Verband Süddeutscher Fußball-Vereine organisierten Meisterschaften im Gau Schwaben innerhalb des Südkreises als einem von vier regional höchsten Spielklassen, Punktspiele. Nachdem er am Ende seiner Premierensaison als Sieger aus dem Gau Schwaben hervorgegangen war, belegte seine Mannschaft in der Endrunde Südkreis den dritten und letzten Platz. Am Ende seiner zweiten Saison ging er erneut als Sieger des Gau Schwaben hervor und gewann die Südkreismeisterschaft, die ihn und seine Mannschaft für die Endrunde um die Süddeutsche Meisterschaft qualifizierte. Diese wurde als Erster von vier teilnehmenden Mannschaften nach Hin- und Rückspiel mit sechs Siegen aus sechs Spielen abgeschlossen.

### VfB Leipzig
Von 1908 bis 1912 bestritt er in den vom Verband Mitteldeutscher Ballspiel-Vereine organisierten Meisterschaften im Gau Nordwestsachsen, der regional höchsten Spielklasse, Punktspiele für den VfB Leipzig. In dieser Zeit gewann er dreimal die Meisterschaft im Gau Nordwestsachsen und zweimal die Mitteldeutsche Meisterschaft.
In dem in zwei Gruppen aufteilten Gau spielte er in der Gruppe A, aus der er mit der Mannschaft als Sieger hervorging. Das Finale Nordwestsachsen gegen den Sieger der Gruppe B, dem SC Wacker Leipzig, wurde zunächst am 4. April 1909 mit 1:2 verloren. Da mit Heinrich Riso und Leopold Richter zwei Spieler des VfB Leipzig für das am selben Tag in Budapest bevorstehende Länderspiel gegen die Nationalmannschaft Ungarns abgestellt werden mussten, wurde das Finale am 25. April 1909 wiederholt – und mit 4:1 gewonnen. Die Teilnahme an der Endrunde um die Mitteldeutsche Meisterschaft konnte der VfB Leipzig jedoch aus zeitlichen Gründen nicht bewerkstelligen.
Die Saison 1909/10 verlief deutlich besser als im Jahr zuvor, als man gezwungen war, gegen die punktgleiche SpVgg 1899 Leipzig-Lindenau ein Entscheidungsspiel um Platz 1, das am 28. März 1909 mit 4:1 gewonnen wurde, auszutragen. Aus der aus fünf Mannschaften bestehenden Gruppe A ging Feiler mit der Mannschaft ungeschlagen und mit sieben Punkten Vorsprung als erneuter Sieger hervor, wie auch am 20. Februar 1910 aus dem mit 2:1 gegen den BV Olympia 1896 Leipzig gewonnenen Finale Nordwestsachsen. Auch die Teilnahme an der Endrunde um die Mitteldeutsche Meisterschaft verlief reibungsfrei; mit einem Freilos zog er mit der Mannschaft in die 1. Zwischenrunde ein, in der am 13. März 1910 in Plauen Germania Mittweida mit 4:2 bezwungen wurde. Mit dem 4:1-Sieg am 20. März 1910 beim FC Wacker Halle zog er und die Mannschaft das erste Mal ins Finale ein. Das am 3. April 1910 in Leipzig ausgetragene Finale wurde mit 4:1 gegen den SC Erfurt gewonnen.
Die Saison 1910/11 wurde erneut als Erster von nunmehr acht teilnehmenden Mannschaften des erstmals eingleisigen Gau Nordwestsachsen abgeschlossen. Alle Spiele der Endrunde um die Mitteldeutsche Meisterschaft wurden gewonnen, einschließlich des am 2. April 1911 in Leipzig mit 3:1 gegen den FC Wacker Halle gewonnenen Finales. Aufgrund des Erfolges nahm Feiler erstmals an der Endrunde um die Deutsche Meisterschaft teil und gelangte über das Viertel- und Halbfinale ins Finale, das jedoch am 4. Juni 1911 in Dresden mit 1:3 gegen den BTuFC Viktoria 89 verloren wurde; in drei Spielen erzielte er drei Tore. Seine letzte Saison schloss er als Zweitplatzierter im Gau Nordwestsachsen ab.

### FC Stuttgarter Kickers
Die Saison 1912/13 und 1917/18 spielte er erneut für den FC Stuttgarter Kickers in den vom Süddeutschen Fußball-Verband ausgetragenen Meisterschaften im Südkreis. In seinen beiden Spielzeiten konnte er nur seine erste mit zwei Meisterschaften krönen. 

## Erfolge
- Süddeutscher Meister 1908, 1913
- Südkreismeister 1908, 1913
- Zweiter der Deutschen Meisterschaft 1911
- Mitteldeutscher Meister 1910, 1911
- Gaumeister Nordwestsachsen 1909, 1910, 1911